# José Paulo Sousa da Silva
José Paulo Sousa da Silva (Lousada , 13 de Maio de 1975) é um ex-futebolista português que jogava  no Futebol Clube Paços de Ferreira.